# Cazis
|  | No s'ha de confondre amb Cassís (Boques del Roine). |

Cazis és un municipi del cantó dels Grisons (Suïssa), situat al districte de Hinterrhein.